# Перес Сантамария, Игнасио
Перес Игнасио Сантамария (англ. Perez Ignacio Santamaria; 24 июня 1980, Малага) — испанский футболист, защитник.

## Биография
Начо начал свой футбольный путь в молодёжной команде клуба «Малага». Его дебют состоялся 23 марта 2003 года в игре против «Сельты». В составе этой команды Начо играет 4 сезона, а между сезонами его отдают в «Леванте» в аренду.
В июле 2006 года после вылета «Малаги» Начо перешёл в «Хетафе». Во время второго сезона его едва использовали, после чего в январе 2008 года отдали в аренду в клуб второго дивизиона «Реал Сосьедад». В конечном итоге баски так и не смогли вернуться в высший дивизион. Начо появился только в 16 матчах, в 13-ти из которых в качестве игрока стартового состава.
В сезоне 2008/09 Начо снова взяли в аренду, на этот раз он присоединился к своей бывшей команде «Малаге» на 1 сезон. Его используют в основном в качестве замены. Первый его гол состоялся во время второго выступления 22 февраля 2009 года в ворота «Вальядолида».
В конце августа 2009 года Начо стал выступать в составе «Бетиса», где играл в течение трех сезонов. На протяжении большей части своего пребывания в клубе Начо играл на позиции левого защитника.
Примечателен тот факт, что отец Начо, также носивший в прошлом это прозвище, был в 70-80-х годах защитником «Малаги». Но это не единственный родственник игрока в футболе — его брат Перико играл в резервном составе клуба.

## Статистика
| Клуб          | Страна  | Сезон     | Игры | Голы |
| ------------- | ------- | --------- | ---- | ---- |
| Малага C      | Испания | 2002—2003 | 5    | 2    |
| Малага Б      | Испания | 2003—2004 | 41   | 2    |
| Леванте       | Испания | 2004—2005 | 27   | 4    |
| Малага        | Испания | 2005—2006 | 32   | 3    |
| Хетафе        | Испания | 2006—2009 | 40   | 4    |
| Реал Сосьедад | Испания | 2008      | 16   | 1    |
| Малага        | Испания | 2008—2009 | 34   | 1    |
| Реал Бетис    | Испания | 2009—2014 | 150  | 1    |